# Bergwanderweg Kom–Emine

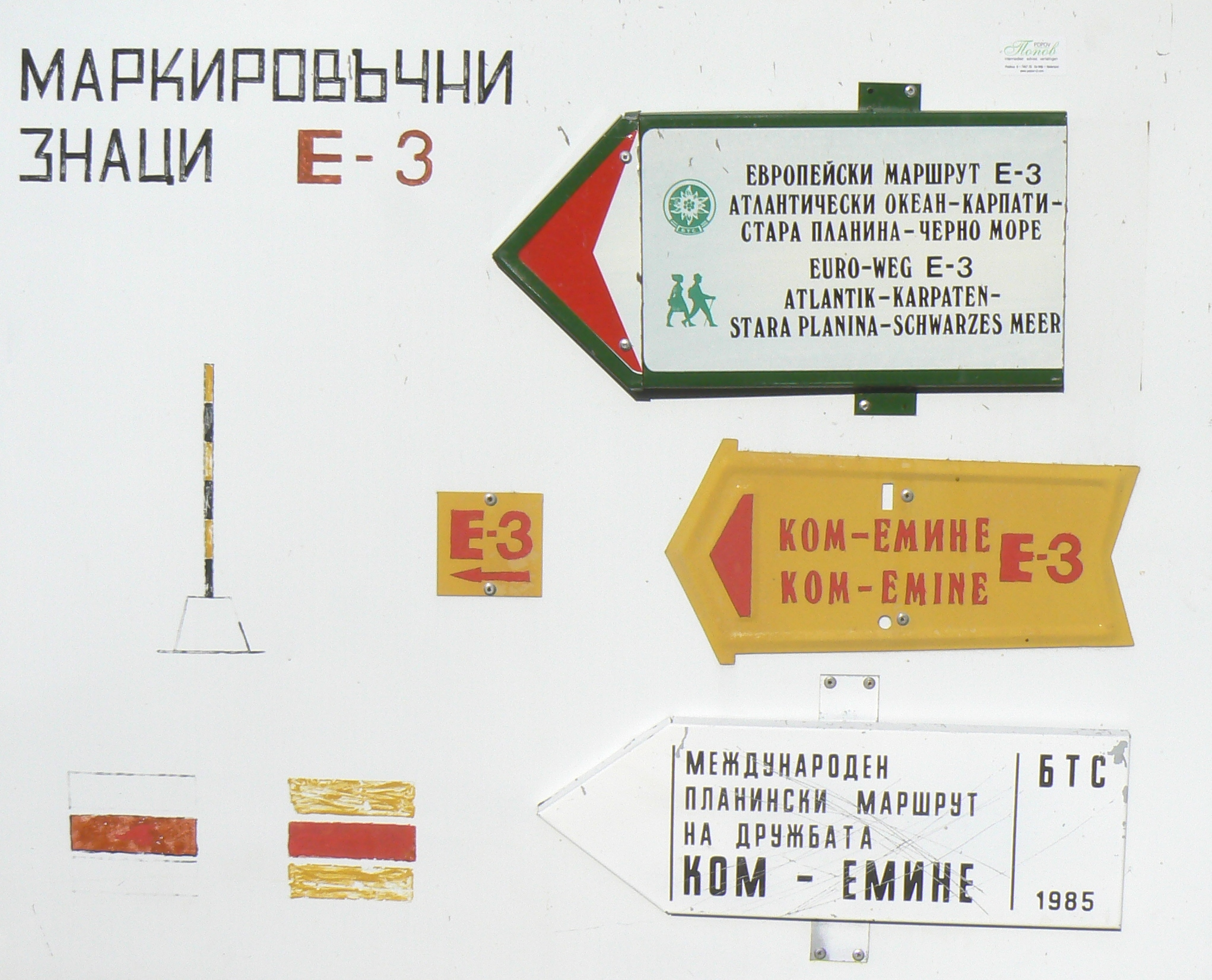
Markierungen auf dem KE-Weg

Der bulgarische Bergwanderweg der Freundschaft Kom-Emine (kurz KE-Weg, bulgarisch Ком - Емине) ist 650 km lang und damit der längste markierte Wanderweg Bulgariens. 

## Details
Der Ausgangspunkt des Bergwanderweges ist der Berg Kom (bulg. Ком, 2016 m). Dann verläuft der Weg quer durch Bulgarien auf dem Kamm der Stara Planina (Balkangebirge) über den Schipkapass (1306 m) bis zum thrakischen Kap Emine (bulg. Емине). Die Wegmitte liegt etwa bei der Berghütte Usana am geografischen Zentrum Bulgariens.
Pavel Deliradev war im Jahr 1933 der erste Wanderer vom Kom-Gipfel zum Kap Emine. Der Wanderweg wurde jedoch offiziell erst 1985 eröffnet. Er war ursprünglich als Fortsetzung des Internationalen Bergwanderweges Eisenach - Budapest (EB) gedacht. Das zeigte sich am Logo im gleichen Design. Der bulgarische Touristikverein hatte sogar ein gemeinsames Wanderbuch für EB und KE herausgegeben. 
Nach 1989 wurde der KE-Weg in den Europäischen Fernwanderweg E3 integriert.
Es gibt die Tradition zwei Steinchen vom Berg Kom mitzunehmen, den einen dann am Ende der Wanderung und vollständigen Durchquerung Bulgariens am Kap Emine ins Schwarze Meer zu werfen und den anderen Stein als Andenken aufzuheben.
Eine Wanderung über den gesamten KE-Weg dauert 20 bis 25 Tage. Jeder Abschnitt endet an einer Berghütte oder anderen Übernachtungsmöglichkeiten. 

## Rekorde
Aktuell liegt der Rekord für die schnellste Wanderung auf dem KE-Weg für Männer zu Fuß bei 4 Tagen, 8 Stunden und 27 Minuten und wird gehalten von Bozhidar Antonov (2018). Der gleiche Rekord für Frauen liegt bei 5 Tagen und 23 Stunden und wird gehalten von Antoniya Grigorova (2017). Die schnellste Winterwanderung dauerte  9 Tage, 4 Stunden und 51 Minuten, ebenfalls durch Bozhidar Antonov (2019). Als jüngste Bezwinger der Strecke gelten der 9-jährige Léon Tambourkovski (2014), der die Strecke in 21 Tagen komplett alleine zurücklegte, und die 11-jährige Antoniya Ratcheva (2016). Die schnellste Überquerung mit Mountainbike gelang Ilko Iliev in 2 Tage, 22 Stunden und 4 Minuten (2018).